# Pimoa sinuosa
Pimoa sinuosa är en spindelart som beskrevs av Gustavo Hormiga 1994. Pimoa sinuosa ingår i släktet Pimoa och familjen Pimoidae.
Artens utbredningsområde är Nepal. Inga underarter finns listade i Catalogue of Life.